# アレクサンドロフスキー宮殿

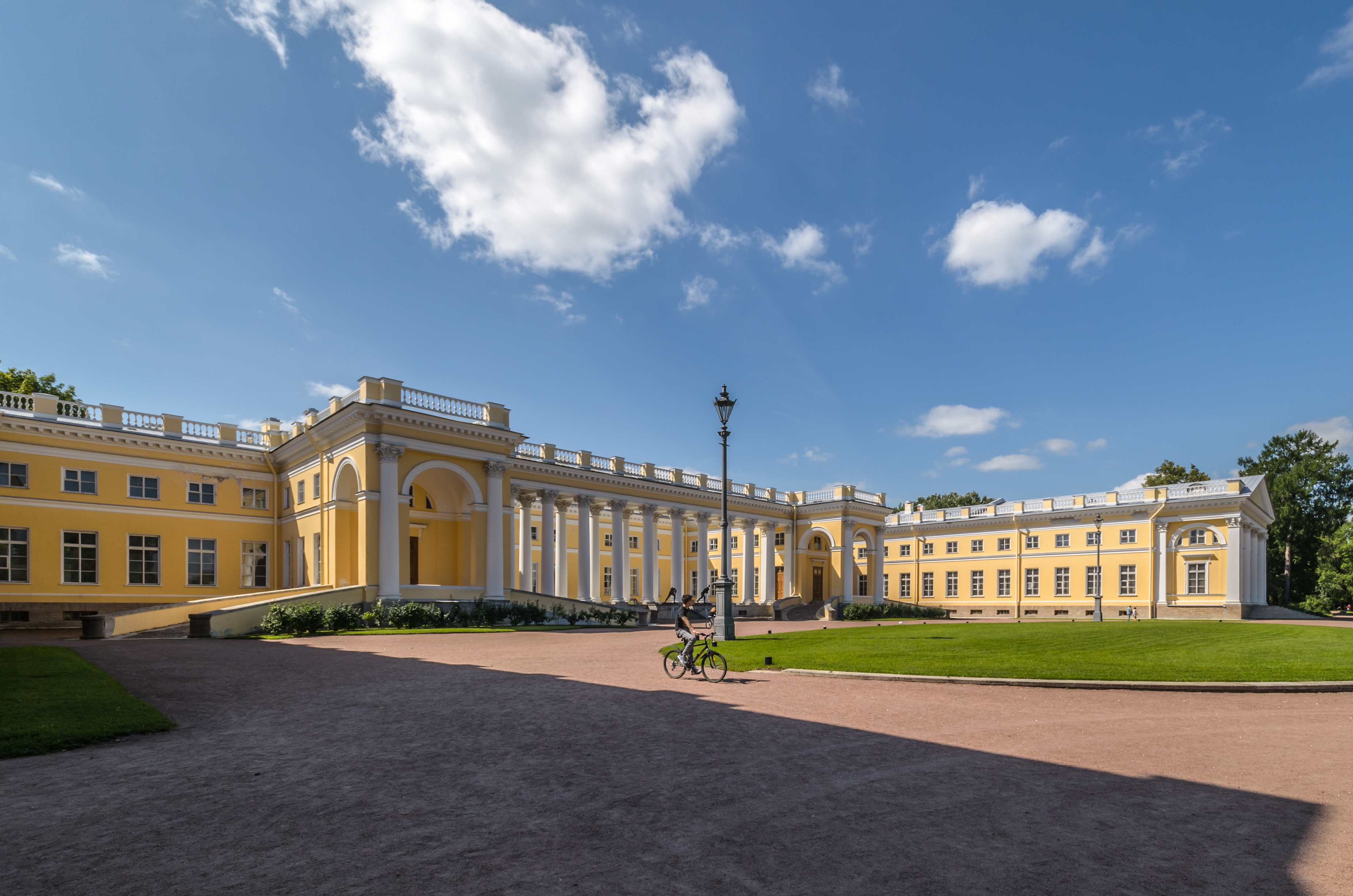
アレクサンドロフスキー宮殿

アレクサンドロフスキー宮殿（ロシア語: Александровский дворец）は、ロシアの宮殿。サンクトペテルブルク近郊のツァールスコエ・セローにあり、帝政末期、皇帝ニコライ2世一家が皇宮として好んで使用した。

## アレクサンドル1世時代
アレクサンドロフスキー宮殿は、ツァールスコエ・セローにおけるロマノフ家の静養用の宮殿として建設された。宮殿を造営したのはエカテリーナ2世で、皇孫に当たるアレクサンドル1世とその皇妃エリザヴェータ・アレクセーエヴナの結婚に際し、建設を依頼した。
その典雅な新古典主義の殿堂は、ジャコモ・クァレンギによって設計され、1792年から1796年まで、4年の歳月をかけて造営された。
宮殿造営に当たっては、基礎工事の際に地下水脈にぶつかり、これを地階に作った半円形ホールに地下河川として残した。アレクサンドル1世は、エカテリーナ2世、次いでパーヴェル1世の治世中、夏の宮殿として使用したが、即位後はエカテリーナ宮殿を使用した。

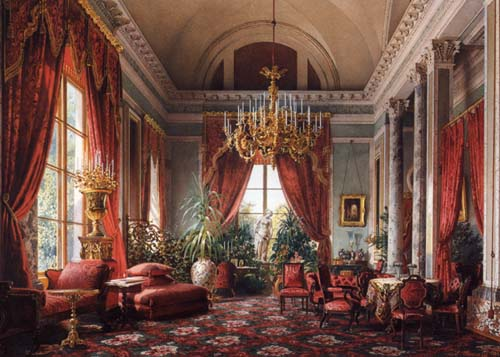
アレクサンドロフスキー宮殿「深紅の間」（ルイージ・プレマッツィ設計）

## ニコライ1世時代
アレクサンドル1世はエカテリーナ宮殿に移った後、アレクサンドロフスキー宮殿を弟のニコライ・パヴロヴィチ大公（後の皇帝ニコライ1世）一家に夏の宮殿として下賜した。ニコライ1世は即位後、1830年から1850年にかけて大規模な改修を行った。改修に当たっては、D.セルフォリーリョ、A.トーン、D.エフィーモフ、アンドレイ・シタケンシネイデル（シュタッケンシュナイダー）らの建築家が起用された。ニコライ1世の治世における公式及び私室の様子は、1840年から1860年代にE.ハウ、I.プレマッツィ、I.ヴォリスキーの手になる水彩画の数々によってうかがい知る事ができる。
この時期に造営された部屋の中で最も著名なものは、ニコライ1世の皇子女のために作られた「山のホール」である。ニコライ1世と家族は、短い夏をこの宮殿で過ごした。1842年には、皇帝夫妻は銀婚式を祝った。その一方で、2年後の1844年には、ヘッセン＝カッセル方伯子フリードリヒ・ヴィルヘルムの妃となったアレクサンドラ・ニコラエヴナがこの宮殿で死去し、1860年10月19日、アレクサンドラ・フョードロヴナも、宮殿で崩御している。このほか、後の皇帝アレクサンドル3世は、宮殿右翼棟にアパルトマンを所有していた。

## ニコライ2世時代

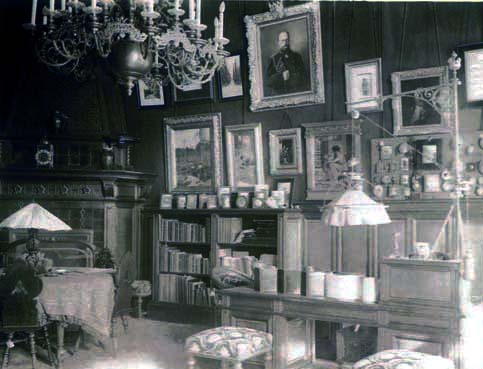
ニコライ2世の執務室

歴代皇帝がアレクサンドロフスキー宮殿を夏の離宮として使用したが、その中でも最後の皇帝ニコライ2世と皇后アレクサンドラはとりわけツァールスコエ・セローとこの宮殿を愛した。皇帝夫妻にとっては血の日曜日事件以後、頻発する首都の不愉快な騒擾を避けるのにアレクサンドロフスキー宮殿は静かで最適であった。皇帝一家はツァールスコエ・セローのこの宮殿に移り住み、永住を希望した。皇帝一家の生活は田舎の貴紳のそれであり、当時、流行したユーゲントシュティールや、アールヌーヴォーの様式が取り入れられた。

## ロシア革命後
ロシア革命が起こると、アレクサンドロフスキー宮殿は臨時政府に接収された。アレクサンドル・ケレンスキーによって、1917年8月1日、皇帝一家はシベリア鉄道によってトボリスクに移送され、幾多の変遷を経て、ボリシェヴィキによってエカテリンブルクで殺害された。
以後、宮殿はソビエト政権によって博物館となる。第二次世界大戦直前、最も貴重な家具、インテリア類は避難している。残りのコレクションの避難が終了しないうちに、独ソ戦が開始され、宮殿はナチス・ドイツの占領下に陥る。戦争中、宮殿は親衛隊本部として使用されて、ドイツ軍の作戦指揮が発せられた。戦争によって、宮殿が誇る貴重なコレクションは半壊を余儀なくされた。レニングラード攻防戦後、宮殿はソ連軍に奪還された。宮殿は博物館へ復元を目ざしたが、一時期、ソ連海軍の管轄下で孤児院となり、ニコライ2世の皇子女の居室がそれに使用された。

## 現在の宮殿
ソ連崩壊後、エカテリーナ宮殿や同じくサンクトペテルブルク郊外のガッチナやパヴロフスクの宮殿とともに博物館として整備されている。1997年には宮殿左翼棟で常設展が開催されるようになった。現在ではニコライ2世に関する新しい研究やアレクサンドラ皇后のコーナーが設置されている。

## 関連事項
- 中国村（英語版） - アレクサンドロフスキー宮殿の庭園に造営されたシノワズリによる中国風庭園
- エカテリーナ宮殿
- ガッチナ
- パヴロフスク